# Adamin
Adamin (IMA-Symbol Ad) ist ein eher selten vorkommendes Mineral aus der Mineralklasse der „Phosphate, Arsenate und Vanadate“ mit der chemischen Zusammensetzung Zn2(AsO4)(OH) oder in der kristallchemischen Strukturformel nach Strunz Zn2[OH|AsO4]. Adamin ist damit chemisch gesehen ein Zinkarsenat mit zusätzlichen Hydroxidionen. 
Adamin kristallisiert im orthorhombischen Kristallsystem und entwickelt vorwiegend kurz- bis langprismatische sowie bipyramidale Kristalle. Daneben sind auch nadelige und radialstrahlige Mineral-Aggregate bekannt. In reiner Form, die allerdings nur selten vorkommt, ist Adamin farblos und durchsichtig. Meist nimmt er jedoch durch Fremdbeimengungen eine gelbe, gelbgrüne bis grüne oder rosa bis violette Farbe an. Die durchsichtigen bis durchscheinenden Kristalle zeigen auf den Oberflächen einen glasähnlichen Glanz.

## Etymologie und Geschichte

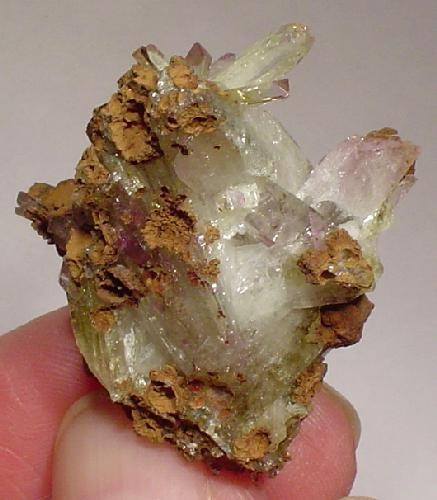
Seltener farbloser Adamin aus der Ojuela-Mine, Mapimí, Mexiko (Größe 3,7 cm × 3,0 cm × 2,9 cm)

Entdeckt wurde das Mineral von dem französischen Mineralogen Gilbert Joseph Adam (1795–1881) in Chañarcillo in der chilenischen Región de Atacama. Beschrieben wurde es 1866 vom französischen Chemiker und Mineralogen Charles Friedel (1832–1899), der es nach seinem Entdecker benannte.
Das Typmaterial des Minerals wird in der Mineralogischen Sammlung von Adam der Mines ParisTech (Ecole Nationale Supérieure des Mines, ENSM) und der Sammlungs-Nr. 4184 sowie im Muséum national d’histoire naturelle in Paris unter der Sammlungs-Nr. 66.34 aufbewahrt.

## Klassifikation
Bereits in der veralteten 8. Auflage der Mineralsystematik nach Strunz gehörte der Adamin zur Abteilung der „Wasserfreien Phosphate, Arsenate und Vanadate mit fremden Anionen“, wo er als Namensgeber die „Adamin-Reihe“ mit der System-Nr. VII/B.04a und den weiteren Mitgliedern Eveit, Libethenit und Olivenit bildete.
Im Lapis-Mineralienverzeichnis nach Stefan Weiß, das sich aus Rücksicht auf private Sammler und institutionelle Sammlungen noch nach dieser alten, wenn auch überarbeiteten und aktualisierten, Form der Systematik von Karl Hugo Strunz richtet, erhielt das Mineral die System- und Mineral-Nr. VII/B.06-30. In der „Lapis-Systematik“ entspricht dies ebenfalls der Abteilung „Wasserfreie Phosphate, mit fremden Anionen F,Cl,O,OH“, wo Adamin zusammen mit Auriacusit, Eveit, Libethenit, Olivenit, Paradamin, Tarbuttit, Zincolibethenit und Zinkolivenit die „Libethenit-Gruppe“ (VII/B.06) bildet (Stand 2018).
Auch die von der International Mineralogical Association (IMA) zuletzt 2009 aktualisierte 9. Auflage der Strunz’schen Mineralsystematik ordnet den Adamin in die Abteilung der „Phosphate usw. mit zusätzlichen Anionen; ohne H2O“ ein. Diese ist allerdings weiter unterteilt nach der relativen Größe der beteiligten Kationen und dem Stoffmengenverhältnis der weiteren Anionen zum Phosphat-, Arsenat bzw. Vanadat-Komplex, so dass das Mineral entsprechend seiner Zusammensetzung in der Unterabteilung „Mit ausschließlich mittelgroßen Kationen; (OH usw.) : RO4 ≤ 1 : 1“ zu finden ist, wo es zusammen mit Auriacusit, Eveit, Libethenit, Olivenit, Zincolibethenit und Zinkolivenit die „Libethenitgruppe“ mit der System-Nr. 8.BB.30 bildet.
Die vorwiegend im englischen Sprachraum gebräuchliche Systematik der Minerale nach Dana ordnet den Adamin ebenfalls in die Klasse der „Phosphate, Arsenate und Vanadate“ und dort in die Abteilung der „Wasserfreien Phosphate etc., mit Hydroxyl oder Halogen“ ein. Hier ist er in der „Olivenitgruppe“ mit der System-Nr. 41.06.06 innerhalb der Unterabteilung „Wasserfreie Phosphate etc., mit Hydroxyl oder Halogen mit (A)2(XO4)Zq“ zu finden.

## Chemismus
Die idealisierte (theoretische) Zusammensetzung von Adamin (Zn2(AsO4)(OH)) besteht aus 45,61 % Zink (Zn), 26,13 % Arsen (As), 27,90 % Sauerstoff (O) und 0,35 % Wasserstoff (H). Bei der Analyse natürlicher Adaminproben aus der Typlokalität konnte zusätzlich ein geringer Anteil an Eisenoxid von 1,48 % und Spuren von Manganoxid ermittelt werden. Proben aus Mapimí in Mexiko wiesen dagegen nur geringe Beimengungen an Siliciumdioxid (SiO2) von 0,26 % auf.
Zusammen mit Olivenit (Cu2[OH|AsO4]) bildet Adamin eine Mischreihe mit nach Olivenit zunehmendem Kupfergehalt. Da Cuproadamin innerhalb der Mischreihe auftritt, wird es verschiedentlich nicht als eigenständige Varietät anerkannt.

## Kristallstruktur
Adamin kristallisiert orthorhombisch in der Raumgruppe Pnnm (Raumgruppen-Nr. 58) mit den Gitterparametern a = 8,30 Å, b = 8,51 Å und c = 6,04 Å sowie vier Formeleinheiten pro Elementarzelle.

## Eigenschaften

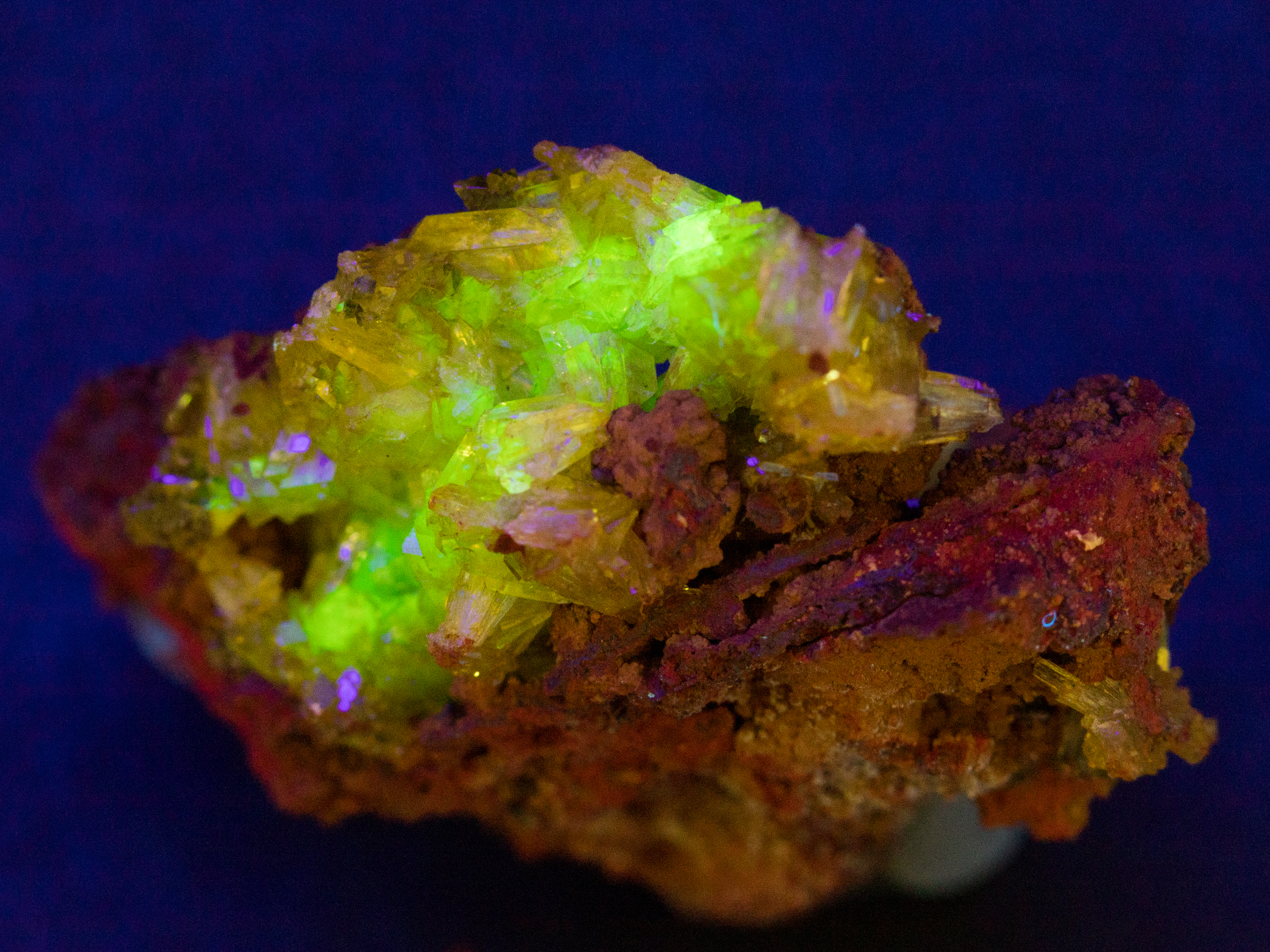
Grünlichgelbe, nadelig-radialstrahlige Adaminkristalle auf poröser, rötlicher Matrix; unter UV-Licht hellgrün aufleuchtend

Adamin zeigt unter UV-Licht eine zitronengelbe Fluoreszenz.
Das Mineral ist nicht brennbar und wenig löslich in Wasser. Dennoch wird es als giftig sowie gesundheits- und gewässergefährdend eingestuft. Unter anderem können von dem Stoff akute oder chronische Gesundheitsgefahren durch Schleimhautreizungen und Störungen im Magen-Darm-Trakt ausgehen.

## Varietäten und Modifikationen

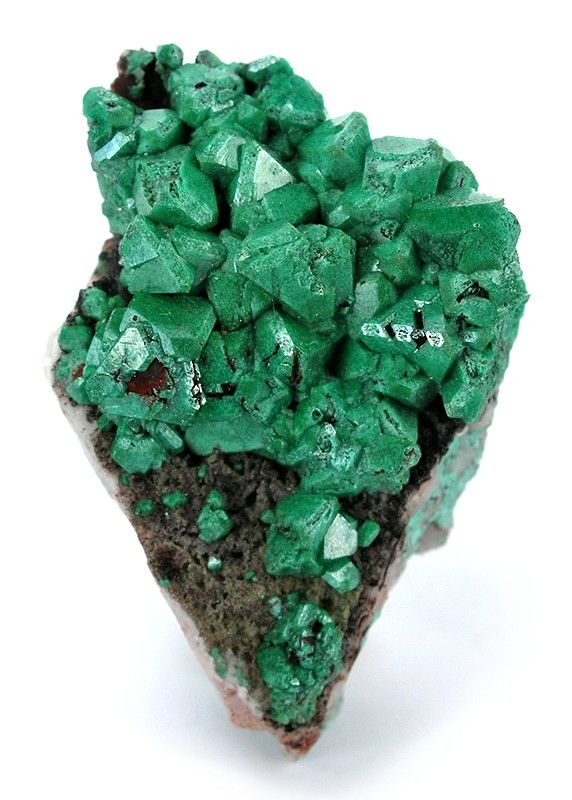
Grüner Kupfer-Adamin aus der Tsumeb Mine, Otjikoto, Namibia (Größe 4,3 cm × 2,7 cm × 1,8 cm)

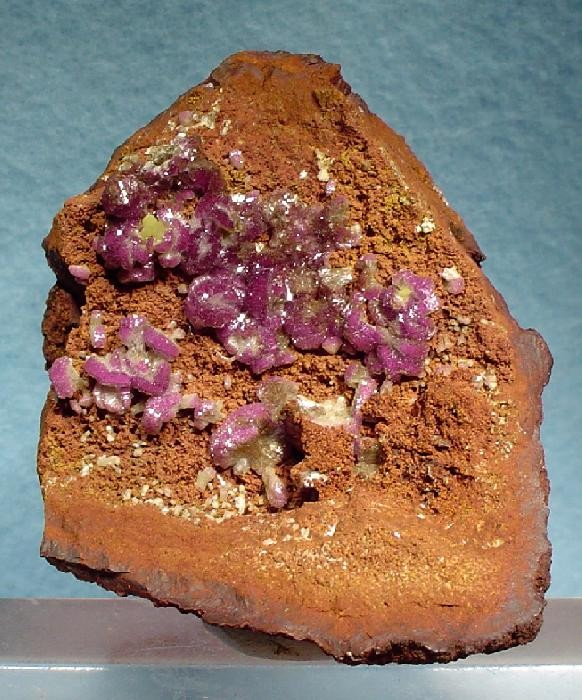
Violetter Mangan-Adamin aus der Mina Ojuela, Mapimí, Mexiko (Größe 5,5 cm × 4,4 cm × 4,0 cm)

Die Verbindung Zn2[OH|AsO4] ist dimorph und kommt in der Natur neben dem orthorhombischen Adamin noch als triklin kristallisierender Paradamin vor.
Bei den Varietäten Aluminium-Adamin, Cuproadamin, Cobaltadamin, Manganadamin und Nickeladamin ist das im Adamin enthaltene Zink teilweise durch die genannten Elemente in den Varietätnamen ersetzt. Kupferhaltige Varietäten fallen durch ihre kräftige grüne Farbe auf, während manganhaltige Varietäten einen violetten Farbton annehmen.

## Bildung und Fundorte
Adamin bildet sich meist vergesellschaftet mit Aurichalcit, Hemimorphit, Konichalcit und Smithsonit in der Oxidationszone arsenreicher Lösungen oder in Zinklagerstätten.
Als eher seltene Mineralbildung kann Adamin an verschiedenen Fundorten zum Teil zwar reichlich vorhanden sein, insgesamt ist er aber wenig verbreitet. Bisher sind rund 400 Fundorte für Adamin dokumentiert (Stand 2020). Neben seiner Typlokalität Chañarcillo fand man das Mineral in Chile bisher nur noch in der nahe gelegenen Grube Veta Negra im Bezirk Pampa Larga in der Región de Atacama.
In Deutschland trat Adamin vor allem in Baden-Württemberg an vielen Stellen im Schwarzwald wie unter anderem bei Freudenstadt, Lahr/Schwarzwald, Wittichen und der Grube Clara bei Oberwolfach; im niedersächsischen Harzgebirge wie z. B. in der Grube Glücksrad bei Oberschulenberg und Sankt Andreasberg sowie in Nordrhein-Westfalen am Maubacher Bleiberg, in der Grube Leibnitz und der Grube Schöne Aussicht bei Burbach (Siegerland). Daneben sind noch einige Fundorte in Bayern, Hessen, Rheinland-Pfalz, Sachsen-Anhalt und Sachen bekannt.
In Österreich konnte das Mineral bisher auf der Feistritz Alp nahe Feistritz an der Gail, der Unterbuchach Alp bei Kirchbach, auf dem Elferspitz im Gebiet des Plöckenpasses und in der Grube „Judengras“ bei Podlanig (Lesachtal) in den Gailtaler und Karnischer Alpen sowie in einer Kupferlagerstätte im Rijavitzagraben (auch Jeravitzagraben oder Remscheniggraben) und im Bezirk Neufinkenstein-Grabanz in Kärnten; in den Gruben St. Anna und St. Joachim bei Annaberg in Niederösterreich; im Windbachtal in den Hohen Tauern, im Gebiet von Korein und Frommerkogel nahe Radstadt und in einer prähistorischen Abraumhalde im Schwarzleograben bei Hütten (Gemeinde Leogang) im Salzburger Land sowie an vielen Stellen im Revier Brixlegg–Rattenberg wie unter anderem am Silberberg, an der Gratlspitz, dem Bergwerk Hofer Tratte bei Hof, am Groß- und Kleinkogel bei St. Gertraudi und im Revier Ringenwechsel bei Schwaz in Tirol entdeckt werden.
In der Schweiz kennt man Adamin bisher nur von der Mürtschenalp im Kanton Glarus und der Grube Gosan bei Saint-Luc VS im Kanton Wallis. ein weiterer Fundort am Reckibach im Binntal wurde bisher nicht bestätigt.
Bekannt aufgrund außergewöhnlicher Adaminfunde ist die „Mina Ojuela“ (englisch Ojuela Mine) bei Mapimí im mexikanischen Bundesstaat Durango, wo mit grünen und seltenen violetten Adaminkristallen ausgekleidete Drusen von bis zu 7 cm Durchmesser entdeckt wurden.
Weitere Fundorte liegen unter anderem Algerien, Argentinien, Australien, China, Frankreich, Bulgarien, Griechenland, Iran, Irland, Italien, Japan, Kasachstan, der Demokratischen Republik Kongo, Marokko, Mexiko, Namibia, Polen, Russland, Serbien, Simbabwe, Spanien, Südafrika, Tschechienim Vereinigten Königreich und den Vereinigten Staaten von Amerika.